# Роза Люксембург (Оренбургская область)
Роза Люксембург — село в Сакмарском районе Оренбургской области в составе Светлого сельсовета.

## География
Находится на правом берегу реки Средняя Каргалка на расстоянии примерно 25 километров по прямой на запад-северо-запад от районного центра села Сакмара.

## Население
| 2010 |
| ---- |
| 28   |

Постоянное население составляло 22 человек в 2002 году (казахи 36 %, таджики 27 %), 28 по переписи 2010 года.